# Call of Duty: Warzone (videogioco 2022)
Call of Duty: Warzone (inizialmente noto come Call of Duty: Warzone 2.0) è un videogioco sparatutto in prima persona Battle Royale free-to-play sviluppato da Infinity Ward, Treyarch e Raven Software. Pubblicato il 16 novembre 2022 dalla Activision sulle piattaforme PlayStation 4, Xbox One e Microsoft Windows, PlayStation 5, Xbox Series X come DLC stand-alone gratuito di Call of Duty: Modern Warfare II. Il gioco ha subito e subirà seguenti aggiornamenti all'uscita di un nuovo capitolo della serie. Le modifiche spesso comprendono il portale di accesso (da Call of Duty: Modern Warfare III il metodo d'accesso è tramite il portale di gioco COD HQ comprendenti i titoli più recenti a partire Call of Duty: Modern Warfare), layout del menù, movimento e mappe.